# Турсунов, Жаныбек Жумалиевич
Жаныбек Жумалиевич Турсунов (7 ноября 1933 — 19 марта 2018) — советский и киргизский государственный деятель, журналист и поэт, Заслуженный работник культуры Киргизской Республики.

## Биография
Жаныбек Турсунов родился 7 ноября 1933 года в селе Кара-Суу (Ат-Башинский район).
В 1952 году окончил исторический факультет Киргизского государственного университета. Начал трудовую деятельность, поступив на работу учителем семилетней школы имени Ленина, затем был назначен директором школы. Член КПСС с 1955 года.
В 1954 году Турсунов был назначен первым секретарём Ат-Башинского районного комитета комсомола, а в 1960 году — первым секретарём Тянь-Шаньского обкома комсомола. В возрасте 29 лет Турсунов стал первым секретарём Кочкорского райкома Компартии Кыргызстана. В 1964 году Турсунов был назначен заведующим отделом пропаганды и агитации ЦК Компартии Киргизии.
В 1972—1986 годах Турсунов работал главным редактором газеты «Советтик Кыргызстан» (ныне — «Кыргыз Туусу»), председателем Союза журналистов Киргизской ССР.
Параллельно Турсунов с 1962 по 1994 годы избирался депутатом Верховного Совета Киргизской ССР VI—XII созывов, был членом комиссии по делам молодёжи.
Турсунов получил ряд наград, в том числе орден Трудового Красного Знамени, орден Дружбы народов. Почётный гражданин Нарынской области и города Бишкек.
Скончался 19 марта 2018 года после продолжительной болезни.